# Piruka
Piruka, pseudonimo di André Silva (Cascais, 4 marzo 1993), è un rapper portoghese.

## Biografia
La carriera di Piruka comincia nel 2013, pubblicando alcune canzoni su piattaforme come YouTube e SoundCloud. Guadagna notorietà nel 2014 con l'uscita del mixtape Quatro cantos, seguito, il 28 ottobre 2015, dal primo album in studio Pára e pensa, un progetto introspettivo che gli consente di confermarsi come uno dei principali esponenti dell'hip hop nazionale, diventando il secondo rapper portoghese per numero di iscritti su YouTube.
Il suo secondo album, AClara, pubblicato nel 2017, è dedicato alla figlia dell'artista, e contiene collaborazioni con Mota Jr, Vate e Savage. Il 25 novembre 2020 è la volta di Coroa, mentre il quarto album, Iluminado, viene reso disponibile nel giugno 2023.

## Discografia

### Album in studio
- 2015 – Pára e pensa
- 2017 – AClara
- 2020 – Coroa
- 2023 – Iluminado
- 2025 – Menino da mamã

### Album dal vivo
- 2024 – Nos Coliseus (Ao vivo)

### Mixtape
- 2014 – Quatro cantos